# Tockarp
Tockarp is een plaats in de gemeente Örkelljunga in noorden van het Zweedse landschap Skåne en de provincie Skåne län. De plaats heeft 51 inwoners (2005) en een oppervlakte van 16 hectare. Tockarp wordt voornamelijk omringd door bos, ook ligt er moerasachtig gebied nabij het dorp.
Örkelljunga · Skånes-Fagerhult · Åsljunga · Eket · Skånes Värsjö · Boalt · Tockarp